# (38140) 1999 JX58
1999 JX58 (asteroide 38140) é um asteroide da cintura principal. Possui uma excentricidade de 0.14610580 e uma inclinação de 7.36173º.
Este asteroide foi descoberto no dia 10 de maio de 1999 por LINEAR em Socorro.